# Bohdan Chanenko

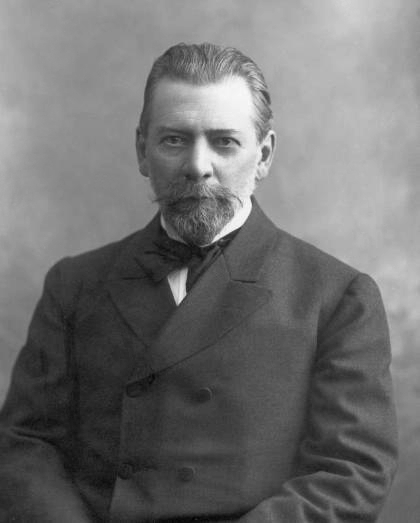
Bohdan Chanenko 1912

Bohdan Iwanowytsch Chanenko (ukrainisch Богдан Іванович Ханенко, russisch Богдан Иванович Ханенко Bogdan Iwanowitsch Chanenko; * 11. Märzjul. / 23. März 1849greg. in Lotaki, Gouvernement Tschernigow, Russisches Kaiserreich; † 26. Maijul. / 8. Juni 1917greg. in Kiew, Russisches Kaiserreich) war ein ukrainischer Antiquitäten- und Kunstsammler, Philanthrop, Archäologe, Unternehmer und Persönlichkeit des öffentlichen Lebens.

## Leben
Bohdan Chanenko kam als Sohn einer von Saporoger Kosaken abstammenden, ukrainischen Adelsfamilie auf dem, der Familie von Hetman Rasumowski überlassenen, Landgut bei Surasch zur Welt.
Er studierte an der juristischen Fakultät der Lomonossow-Universität in Moskau und wurde anschließend Richter in Sankt Petersburg.
1876 zog er nach Warschau, wo er als Richter am dortigen Bezirksgericht tätig war. Gemeinsam mit seiner Frau Warwara Chanenko (Варвара Ніколівна Ханенко; 1852–1922), der Tochter des Kiewer Zuckerproduzenten Nikola Artemjewitsch Tereschtschenko (Никола Артемьевич Терещенко 1819–1903), reiste er von Warschau aus zu Auktionen und Antiquariatsgeschäften in europäischer Hauptstädte und besuchte regelmäßig Auktionen in Wien, Madrid, Rom und Berlin. Nach seiner Pensionierung im Jahr 1881 zog er nach Kiew.
Die von ihm erworbene Gemäldesammlung, die als beste Sammlung europäischer Gemälde im russischen Reich galt, beinhaltete unter anderem Werke von Ilja Repin, Karl Brjullow, Dmitri Lewizk, Orest Kiprenski, Wladimir Borowikowski und Wassili Perow.
In Kiew ließ er sich 1887 vom Architekten Meltser ein Gebäude für seine Sammlungen erbauen, in dem sich diese noch heute befinden. Aus der Sammlung, die er der Stadt Kiew spendete, ging das heutige Chanenko Museum hervor.
Chanenko war ständiges Mitglied des russischen Staatsrats, leitete von 1897 an die Gesellschaft für Antiquitäten und Kunst in Kiew, war Präsident der Allrussischen Union der Industriellen, Mitglied der Kiewer Historischen Gesellschaft von Nestor dem Chronisten (Киевское общество летописца Нестора Kijewskoje obschtschestwo letopisza Nestora) und Ehrenmitglied der Sankt Petersburger Akademie der Künste.

## Ehrungen
Am 17. Januar 2019 gab die Nationalbank der Ukraine zu seinem Gedenken eine 2-Hrywnja-Silbermünze heraus.